# Malam Sambú
Malam Sambú (Mansôa, 10 de agosto de 1961) é um diplomata, engenheiro e político guineense.

## Biografia
Mestrado em Engenharia Elétrica e Eletrónica na Universidade de Macau. Engenheiro responsável pelas áreas de Eletricidade, Informática, Telecomunicações, frio e fiscalização de obras na Universidade de Macau. Adido comercial e empresarial da Guiné-Bissau, em Macau. Foi primeiro secretário na Embaixada da Guiné-Bissau na República Popular da China. Embaixador da Guiné-Bissau na República Popular de China[carece de fontes?], bem como para o Japão, a Índia, Singapura, a República de Coreia e a República Socialista de Vietnam. Militante do PRS, eleito deputado em 2008. Agora exerce o cargo de ministro das Pescas no governo de Nabiam.